# Lehre eines Mannes für seinen Sohn
Die Lehre eines Mannes für seinen Sohn ist ein Werk der altägyptischen Literatur und datiert in das Mittlere Reich. Sie gehört zu den sogenannten Weisheits- oder Lebenslehren und beschäftigt sich mit der Loyalität gegenüber dem König sowie dem der Maat gerecht werdenden Reden.

## Überlieferung
Die Lehre ist in zahlreichen Fragmenten erhalten, von denen keines annähernd vollständig ist. Der Text musste deshalb mühsam zusammengesetzt werden, weist aber nach wie vor Lücken auf. Die erste wissenschaftliche Edition des Werkes lieferte 1984 Wolfgang Helck, dem damals aber nur 39 Quellen zur Verfügung standen. 1999 erschien eine weitere Edition von Hans-Werner Fischer-Elfert, der inzwischen auf etwa 150 Quellen zurückgreifen und damit nach eigenen Schätzungen etwa 90 Prozent des Ursprungstextes rekonstruieren konnte.

## Inhalt
Die Lehre gliedert sich in zwei Teile, die Fischer-Elfert in 24 Kapitel unterteilt. Sie ist in direkter Rede verfasst, die ein vornehmer Mann (ein Beamter) an seinen Sohn richtet. Keiner von beiden ist namentlich genannt, die Lehre dürfte sich also nicht an eine bestimmte Person gerichtet haben, sondern an eine Gruppe der Beamtenschaft.
Der erste Teil umfasst die Kapitel 1 bis 8. Er beginnt mit einem Prolog, in welchem dem Adressaten der Lehre die perfekte Redekunst erläutert wird. Es folgt eine Abhandlung über den König. Der Adressat soll ihm gegenüber stets loyal sein, ihn lieben und ihn preisen.
Der zweite Teil (Kapitel 9 bis 24) beschäftigt sich mit dem Reden gemäß der göttlichen Weltordnung Maat in Bezug auf Rechtsprechung, Familie und Haushalt.